# Gary Habermas
Gary Robert Habermas (* 28. Juni 1950 in Detroit) ist ein US-amerikanischer Historiker, Philosoph und Theologe und christlicher Apologet. Er ist Professor an der fundamentalistischen Liberty University in Lynchburg (Virginia) und hat dort den Vorsitz an der Fakultät für Philosophie und Theologie inne. Er forscht und lehrt vor allem zu Themen rund um die Auferstehung Jesu Christi.

## Leben und Wirken
Habermas besuchte zunächst als Undergraduate-Student das William Tyndale College in Farmington Hills (Michigan), wo er sein Studium 1972 mit drei Haupt- und drei Nebenfächern abschloss. Von dort ging er zur Graduiertenschule an der University of Detroit. Seinen Master-Abschluss erhielt er 1973 von der University of Detroit in philosophischer Theologie. 1976 wurde er von der Michigan State University in Religionsgeschichte und -philosophie promoviert. Der Titel seiner Dissertation war The Resurrection of Jesus: A Rational Inquiry („Die Auferstehung Jesu: eine rationale Untersuchung“).
Bekannt ist Habermas für seine Katalogisierung von Forschungstrends, insbesondere in der Forschung zum historischen Jesus und anderen neutestamentlichen Forschungsfeldern.

## Publikationen (Auswahl)
- Did Jesus Rise from the Dead? The Resurrection Debate. Harper & Row, San Francisco 1987, ISBN 978-0-06-063549-7 (zusammen mit Antony Flew).
- Dealing With Doubt. Moody Press, Chicago 1990, ISBN 978-0-8024-2250-7.
- Ancient Evidence for the Life of Jesus: Historical Records of His Death and Resurrection. Thomas Nelson, Nashville 1984, ISBN 978-0-8407-5919-1.
- The Historical Jesus: Ancient Evidence for the Life of Christ. College Press, Joplin, MO 1996, ISBN 978-0-89900-732-8.
- The Thomas Factor: Using Your Doubts to Draw Closer to God. Broadman & Holman, Nashville 1999, ISBN 978-0-8054-1720-3.
- The Risen Jesus & Future Hope. Rowman & Littlefield, Lanham, MD 2003, ISBN 978-0-7425-3286-1.
- Why is God Ignoring Me? Tyndale House Publishers, Carol Stream, IL 2010, ISBN 978-1-4143-1688-8.
- Risen Indeed: A Historical Investigation Into the Resurrection of Jesus, Lexham Academic, Bellingham, WA 2021, ISBN 1683595491.
- On the Resurrection, Volume 1: Evidences (Volume 1), B&H Academic, Nashville, 2024, ISBN 978-1-0877-7860-0.